# نظام الحكم

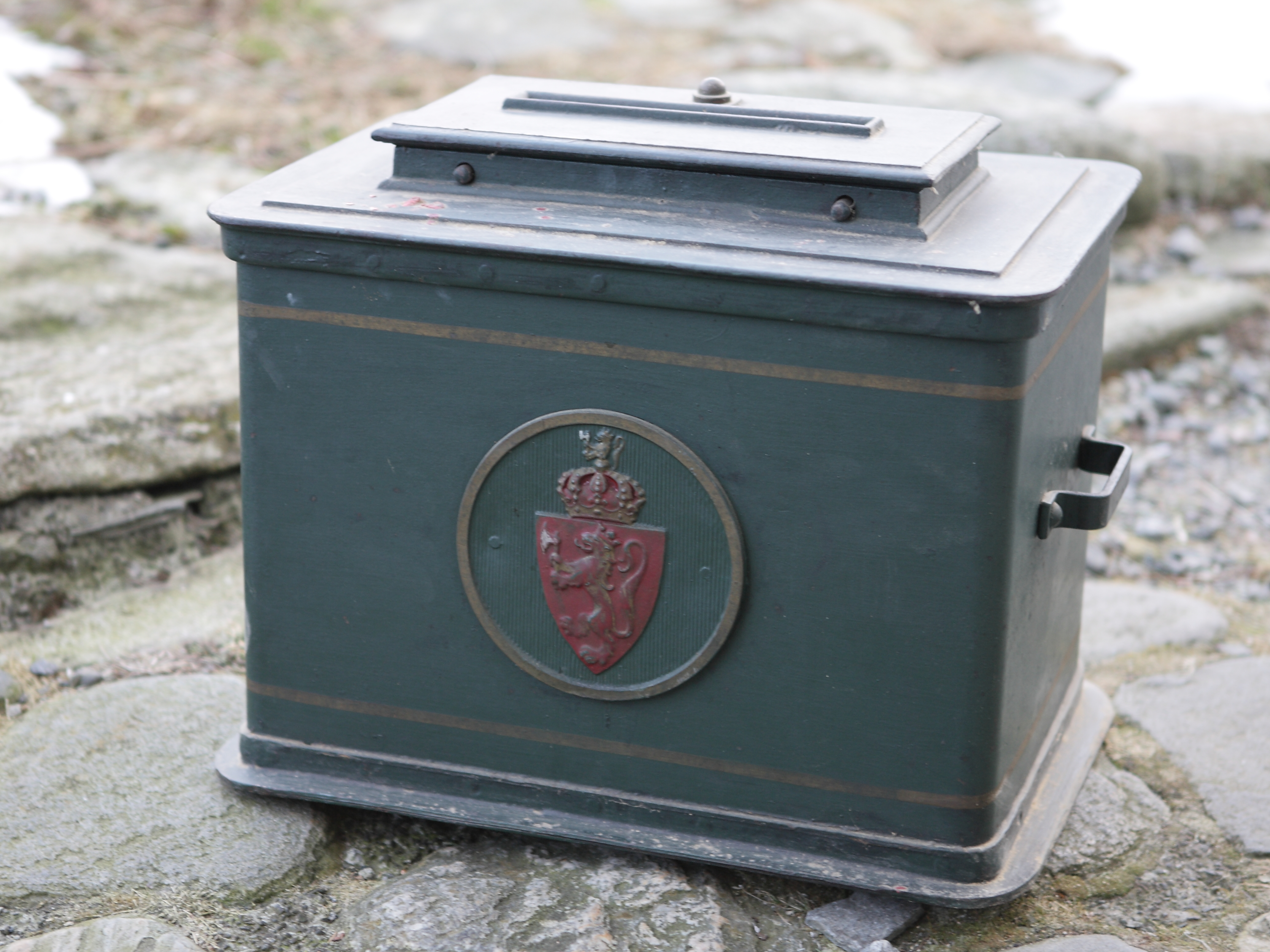

نظام الحكم هو مجموعة من المؤسسات السياسية التي تكون الحكومة وتنظم عملها.

## انواعه
- يوجد تسعة عشر دولة لا تسمي صراحةً نظام الحكم في اسمها الرسمي مثل جامايكا والتي اسمها الرسمي مجرد «جامايكا»
- أستراليا، البهاما ودومينيكا هي كومونولث
- لوكسمبورغ هي دوقية عظمى
- الإمارات العربية المتحدة هي مجموعة من الإمارات المتحدة ذات حكم اتحادي
- روسيا، سويسرا وسانت كيتس ونيفيس هم فدراليات
- ليبيا تسمى الجمهورية الليبية
- كل من أندورا، ليختنشتاين وموناكو تسمى إمارة
- يستخدم لفظ «جمهورية» في أسماء الكثير من الدول. العديد منها يحدد نوع الجمهورية:
  - كل من مصر وسوريا جمهورية عربية
  - غيانا هي جمهورية تعاونية
  - الصين وبنغلاديش هما جمهوريتان شعبيتان
  - كل كوريا الشمالية ولاوس «جمهورية شعبية ديمقراطية»
  - فيتنام هي جمهورية اشتراكية
  - الجزائر هي جمهورية ديمقراطية شعبية
  - سريلانكا هي جمهورية ديمقراطية اشتراكية
  - الهند هي جمهورية سيادية اشتراكية علمانية ديمقراطية وفقا للدستور.
  - باكستان، إيران، أفغانستان وموريتانيا جمهوريات إسلامية
  - جزر القمر هي جمهورية إسلامية اتحادية
  - كل من ألمانيا ونيجيريا جمهورية اتحادية
  - إثيوبيا هي جمهورية ديمقراطية اتحادية
  - تنزانيا هي جمهورية متحدة
  - توغو هي جمهورية
  - تونس هي جمهورية
  - فنزويلا هي جمهورية بوليفارية نسبة إلى المحرر سيمون بوليفار.
  - أوروغواي هي جمهورية شرقية.
- بروناي وسلطنة عمان سلطنات سلطاني.
- الفاتيكان هي دولة بابوية كاثوليكية.
- كما يستخدم لفظ «مملكة» للدول التي يكون نظام الحكم فيها ملكي مثل:

| المملكة الأردنية الهاشمية                 | الأردن          |
| المملكة المغربية                          | المغرب          |
| مملكة إسبانيا                             | إسبانيا         |
| المملكة العربية السعودية                  | السعودية        |
| مملكة البحرين                             | البحرين         |
| المملكة المتحدة لبريطانيا العظمى وأيرلندا | المملكة المتحدة |